# شب دوازدهم (فیلم ۱۹۸۸)
«شب دوازدهم» (انگلیسی: Twelfth Night (1988 film)) یک فیلم به کارگردانی کنت برانا است که در سال ۱۹۸۸ منتشر شد.